# Hästskotjärnen (Kalls socken, Jämtland, 706655-138083)
Hästskotjärnen är en sjö i Åre kommun i Jämtland och ingår i Indalsälvens huvudavrinningsområde. Sjön har en area på 0,639 kvadratkilometer och ligger 408,5 meter över havet. Vid sjöns norra sida finns Hällmålningar, se Hästskotjärn.

## Delavrinningsområde
Hästskotjärnen ingår i det delavrinningsområde (706663-138213) som SMHI kallar för Utloppet av Hästskotjärnen. Medelhöjden är 450 meter över havet och ytan är 3,84 kvadratkilometer. Räknas de 4 avrinningsområdena uppströms in blir den ackumulerade arean 25,29 kvadratkilometer. Vattendraget som avvattnar avrinningsområdet har biflödesordning 2, vilket innebär att vattnet flödar genom totalt 2 vattendrag innan det når havet efter 368 kilometer. Avrinningsområdet består mestadels av skog (83 procent). Avrinningsområdet har 0,63 kvadratkilometer vattenytor vilket ger det en sjöprocent på 16,4 procent.